# Hyposoter tianshuiensis
Hyposoter tianshuiensis là một loài tò vò trong họ Ichneumonidae.